# 沈世偉
沈世偉（1965年7月—），中華民國空軍退役中將，曾任國防部法律事務司司長、國防部法律事務司副司長、國防部高等軍事法院主任軍事檢察官、國防部法律事務司法律服務處處長、國防部法律事務司人權保障處處長、國防部法律事務司審判事務處副處長等職務。